# Phare de Garðskagi
Le phare de Garðskagi (en islandais : Garðskagaviti) est situé près de Garður, sur la côte nord de la Reykjanesskagi, dans la région de Suðurnes.